# Mônaco nos Jogos Olímpicos de Inverno de 1998
Mônaco competiu nos Jogos Olímpicos de Inverno de 1998 em Nagano, Japão.